# Élections législatives de 1876 dans le Rhône
Les élections législatives de 1876 ont eu lieu les 20 février et 5 mars.

## Députés élus
|   | Circonscription                      | Député élu           |  | Groupe parlementaire                     |
| - | ------------------------------------ | -------------------- |  | ---------------------------------------- |
| 1 | 1ère circonscription de Lyon         | Édouard Millaud      |  | Union républicaine                       |
| 2 | 2e circonscription de Lyon           | Francisque Ordinaire |  | Union républicaine (puis Extrême gauche) |
| 3 | 3e circonscription de Lyon           | Pierre Durand        |  | Extrême gauche                           |
| 4 | 4e circonscription de Lyon           | Louis Andrieux       |  | Gauche républicaine                      |
| 5 | 5e circonscription de Lyon           | François Varambon    |  | Union républicaine                       |
| 6 | 1ère circonscription de Villefranche | Émile Guyot          |  | Union républicaine                       |
| 7 | 2e circonscription de Villefranche   | Jean-Claude Perras   |  | Centre gauche                            |

## Résultats à l'échelle du département
| Partis         | Partis                      | Premier tour | Premier tour | Sièges |
| Partis         | Partis                      | Voix         | %            | Sièges |
| -------------- | --------------------------- | ------------ | ------------ | ------ |
|                | Union républicaine          | 41 485       | 32,21        | 3      |
|                | Républicains intransigeants | 26 976       | 20,95        | 2      |
|                | Orléanistes                 | 25 932       | 20,14        | 0      |
|                | Centre gauche               | 12 526       | 9,73         | 1      |
|                | Gauche républicaine         | 12 105       | 9,40         | 1      |
|                | Bonapartistes               | 6 069        | 4,71         | 0      |
|                | Légitimistes                | 3 690        | 2,87         | 0      |
|                |                             |              |              |        |
| Inscrits       | Inscrits                    | 169 659      | 100,00       | 7      |
| Votants        | Votants                     | 129 775      | 76,49        |        |
| Abstentions    | Abstentions                 | 39 884       | 23,51        |        |
| Blancs et nuls | Blancs et nuls              | 992          | 0,76         |        |
| Exprimés       | Exprimés                    | 128 783      | 99,24        |        |

## Résultats par arrondissement

### Arrondissement de Lyon

#### 1recirconscription
| Candidat       | Candidat        | Parti                     | Premier tour, | Premier tour, |
| Candidat       | Candidat        | Parti                     | Voix          | %             |
| -------------- | --------------- | ------------------------- | ------------- | ------------- |
|                | Édouard Millaud | Union républicaine        | 14 871        | 79,47         |
|                | François Gillet | Bonapartiste              | 3 727         | 19,92         |
|                | Pierre Pirodon  | Républicain intransigeant | 114           | 0,61          |
|                |                 |                           |               |               |
| Inscrits       | Inscrits        | Inscrits                  | 22 855        | 100,00        |
| Votants        | Votants         | Votants                   | 18 782        | 82,18         |
| Abstention     | Abstention      | Abstention                | 4 073         | 17,82         |
| Blancs et nuls | Blancs et nuls  | Blancs et nuls            | 70            | 0,37          |
| Exprimés       | Exprimés        | Exprimés                  | 18 712        | 99,63         |

#### 2ecirconscription
| Candidat       | Candidat                  | Parti                     | Premier tour, | Premier tour, |
| Candidat       | Candidat                  | Parti                     | Voix          | %             |
| -------------- | ------------------------- | ------------------------- | ------------- | ------------- |
|                | Francisque Ordinaire      | Républicain intransigeant | 13 452        | 75,82         |
|                | Tapissier                 | Orléaniste                | 2 730         | 15,39         |
|                | Melchior François Crestin | Républicain modéré        | 1 560         | 8,79          |
|                |                           |                           |               |               |
| Inscrits       | Inscrits                  | Inscrits                  | 23 261        | 100,00        |
| Votants        | Votants                   | Votants                   | 17 887        | 76,90         |
| Abstention     | Abstention                | Abstention                | 5 374         | 23,10         |
| Blancs et nuls | Blancs et nuls            | Blancs et nuls            | 145           | 0,81          |
| Exprimés       | Exprimés                  | Exprimés                  | 17 742        | 99,19         |

#### 3ecirconscription
| Candidat       | Candidat       | Parti                     | Premier tour, | Premier tour, |
| Candidat       | Candidat       | Parti                     | Voix          | %             |
| -------------- | -------------- | ------------------------- | ------------- | ------------- |
|                | Pierre Durand  | Extrême gauche            | 13 075        | 67,48         |
|                | Radisson       | Orléaniste                | 5 967         | 30,79         |
|                | François Baudy | Républicain intransigeant | 335           | 1,73          |
|                |                |                           |               |               |
| Inscrits       | Inscrits       | Inscrits                  | 27 568        | 100,00        |
| Votants        | Votants        | Votants                   | 19 651        | 71,28         |
| Abstention     | Abstention     | Abstention                | 7 917         | 28,72         |
| Blancs et nuls | Blancs et nuls | Blancs et nuls            | 274           | 1,39          |
| Exprimés       | Exprimés       | Exprimés                  | 19 377        | 98,61         |

#### 4ecirconscription
| Candidat       | Candidat       | Parti               | Premier tour, | Premier tour, |
| Candidat       | Candidat       | Parti               | Voix          | %             |
| -------------- | -------------- | ------------------- | ------------- | ------------- |
|                | Louis Andrieux | Gauche républicaine | 10 545        | 63,76         |
|                | Rappet         | Orléaniste          | 5 994         | 36,24         |
|                |                |                     |               |               |
| Inscrits       | Inscrits       | Inscrits            | 21 883        | 100,00        |
| Votants        | Votants        | Votants             | 16 705        | 76,34         |
| Abstention     | Abstention     | Abstention          | 5 178         | 23,66         |
| Blancs et nuls | Blancs et nuls | Blancs et nuls      | 166           | 0,99          |
| Exprimés       | Exprimés       | Exprimés            | 16 539        | 99,01         |

#### 5ecirconscription
| Candidat       | Candidat          | Parti              | Premier tour, | Premier tour, |
| Candidat       | Candidat          | Parti              | Voix          | %             |
| -------------- | ----------------- | ------------------ | ------------- | ------------- |
|                | François Varambon | Union républicaine | 14 086        | 70,25         |
|                | Plasson           | Orléaniste         | 5 965         | 29,75         |
|                |                   |                    |               |               |
| Inscrits       | Inscrits          | Inscrits           | 26 252        | 100,00        |
| Votants        | Votants           | Votants            | 20 117        | 76,63         |
| Abstention     | Abstention        | Abstention         | 6 135         | 23,37         |
| Blancs et nuls | Blancs et nuls    | Blancs et nuls     | 66            | 0,33          |
| Exprimés       | Exprimés          | Exprimés           | 20 051        | 99,67         |

### Arrondissement de Villefranche

#### 1recirconscription
| Candidat       | Candidat       | Parti              | Premier tour, | Premier tour, |
| Candidat       | Candidat       | Parti              | Voix          | %             |
| -------------- | -------------- | ------------------ | ------------- | ------------- |
|                | Émile Guyot    | Union républicaine | 12 528        | 70,37         |
|                | Louis Humblot  | Orléaniste         | 5 276         | 29,63         |
|                |                |                    |               |               |
| Inscrits       | Inscrits       | Inscrits           | 23 592        | 100,00        |
| Votants        | Votants        | Votants            | 18 027        | 76,41         |
| Abstention     | Abstention     | Abstention         | 5 565         | 23,59         |
| Blancs et nuls | Blancs et nuls | Blancs et nuls     | 223           | 1,24          |
| Exprimés       | Exprimés       | Exprimés           | 17 804        | 98,76         |

#### 2ecirconscription
| Candidat       | Candidat                      | Parti          | Premier tour, | Premier tour, |
| Candidat       | Candidat                      | Parti          | Voix          | %             |
| -------------- | ----------------------------- | -------------- | ------------- | ------------- |
|                | Jean-Claude Perras            | Centre gauche  | 12 526        | 67,50         |
|                | Gabriel Louis de Saint-Victor | Légitimiste    | 3 690         | 19,88         |
|                | Amédée Vernhette              | Bonapartiste   | 2 342         | 12,62         |
|                |                               |                |               |               |
| Inscrits       | Inscrits                      | Inscrits       | 24 248        | 100,00        |
| Votants        | Votants                       | Votants        | 18 606        | 76,73         |
| Abstention     | Abstention                    | Abstention     | 5 642         | 23,27         |
| Blancs et nuls | Blancs et nuls                | Blancs et nuls | 48            | 0,26          |
| Exprimés       | Exprimés                      | Exprimés       | 18 558        | 99,74         |